# Władysław Scholl
Władysław Karol Scholl (ur. 28 marca 1954 w Warszawie) – polski działacz ewangelicko-reformowany i ekumeniczny, kaznodzieja świecki Kościoła Ewangelicko-Reformowanego w RP.

## Życiorys
Jest synem Ireny Scholl (1930–2021), dziennikarki oraz założycielki i przewodniczącej Społecznego Komitetu Opieki nad Zabytkami Cmentarza Ewangelicko-Reformowanego w Warszawie.
W latach 1974–1979 studiował teologię ewangelicką w Chrześcijańskiej Akademii Teologicznej w Warszawie. Jednocześnie działał w Komisji Młodzieży Kościoła Ewangelicko-Reformowanego w PRL. Od 1980 jest kaznodzieją świeckim Kościoła Ewangelicko-Reformowanego i w tym charakterze w latach 1980–1990 dojeżdżał do parafii ewangelicko-reformowanych w Pstrążnej i Strzelinie. W latach 80 i 90. XX wieku był także członkiem Komisji Katechetycznej Kościoła. W latach 1989–1995 i 2000–2006, Władysław Scholl był prezesem Kolegium Kościelnego parafii ewangelicko-reformowanej w Warszawie, a następnie wiceprezesem i zastępcą członka kolegium.
W 1998 został wybrany przez Synod na trzyletnią kadencję na zastępcę radcy świeckiego konsystorza Kościoła Ewangelicko-Reformowanego w RP. W 2013 został desygnowany przez Synod Kościoła na trzyletnią kadencję jako zastępca członka Synodalnej Komisji Rewizyjnej. Od 2021 ponownie był zastępcą radcy świeckiego konsystorza Kościoła w kadencji 2021–2025.
Od 1975 działał w Komisji Wychowania Chrześcijańskiego Polskiej Rady Ekumenicznej. Wraz z Janem Turnauem, Grzegorzem Polakiem, Ingeborgą Niewieczerzał i Ewą Jóźwiak był współorganizatorem comiesięcznych nabożeństw ekumenicznych odbywających się w latach 1985–1990 w warszawskim kościele ewangelicko-reformowanym, a następnie od 1990 w luterańskim kościele pw. Wniebowstąpienia Pańskiego przy ul. Puławskiej. Należał do prekursorów współpracy i organizacji partnerstwa z Kościołem Protestanckim w Holandii i w ramach niej organizował między innymi akcje wymiany młodzieży. Ze względu na swoje zaangażowanie ekumeniczne doczekał się między innymi biogramu w Encyklopedii ekumenizmu w Polsce (1964–2014).